# قانون التعليم والصحة الخاص بالمكملات الغذائية 1994
يعد مشروع المكملات الغذائية الصحية وقانون التعليم أحد القوانين الاتحادية للولايات المتحدة الأمريكية التي صُدرت عام 1994، والذي بدوره ينظم ويحدد المكملات الغذائية. وبمقتضى القانون، تُحدد إدارة الغذاء والدواء بالولايات المتحدة بالفعل هذه المكملات تحت بند ممارسات التصنيع الجيدة والتي يحددها قانون رقم 21 من قوانين اللوائح الفيدرالية جزء رقم 111.

## لمحة عامة
في أواخر الثمانينيات وأوائل التسعينيات من القرن العشرين، قام الكونجرس الأمريكي بتقييم العديد من مشاريع القانون التي من شأنها زيادة سلطة إدارة الغذاء والدواء بالولايات المتحدة. وكان أحد هذه المشاريع قانون تنسيق الدعاية الغذائية لعام 1991 وقد شددت القواعد المتعلقة بتصنيف ووصف المكملات الغذائية. وفي المقابل ردًا على مشروع القانون المقترح، قامت العديد من شركات الغذاء الصحي بالضغط على الحكومة للتصويت ضد هذه القوانين وأبلغت العامة  أن إدارة الغذاء والدواء ستحظر استخدام المكملات الغذائية.
وفي أحد الإعلانات تم تصوير الممثل ميل جيبسون أثناء مداهمته واعتقاله من قِبَل عملاء إدارة الغذاء والدواء لأنه كان يتناول مكملات فيتامين سي. اتَهَمَ جيرالد كيسلر-الرئيس التنفيذى لشركة ناتشر بلس وصانع المكملات الغذائية وأحد القادة الذين ضغطوا على الحكومة- إدارة الغذاء والدواء بأنها «مُتَحامِلة وغير حيادية ضد صناعة المكملات الغذائية لمدة 50 عامًا».
فيما بعد، قام السيناتور أورين هاتش (من الحزب الجمهوري من ولاية يوتا) وتوم هاركين (من الحزب الديمقراطي من ولاية أيوا) بتقديم مشروع قانون عام 1994 للتعليم والمكملات الغذائية الصحية. وفي اليوم الخامس والعشرين من شهر أكتوبر عام 1994، وافق الرئيس بيل كلينتون على إصدار مشروع القانون وتقنينه  قائلًا: " بعد العديد من المجهودات المكثفة خلال السنوات الماضية، قام صناع المكملات الغذائية، خبراء التغذية وأعضاء الهيئة التشريعية بتحالفٍ صادقٍ مع المستهلكين على مستوى القواعد الشعبية بالعمل معًا بنجاح وبفطرةٍ سليمةٍ لنشر الإدراك السليم فيما يتعلق بالمكملات الغذائية العلاجية ووضعها في إطار التشريع والقانون.